# Fülek műemlékeinek listája

## Műemlékek
| Kép | Megnevezés                             | Törzsszám           | Cím/Koordináták | Megjegyzések        |
| --- | -------------------------------------- | ------------------- | --- | ------------------- |
|     | Füleki vár                             | 606-440/1           | Podhradská, 986 01 Fiľakovo, Szlovákia é. sz. 48° 16′ 18″, k. h. 19° 49′ 31″48.271611°N 19.825333°EFüleki vár                                               | Bővebben:Füleki vár |
|     | Katolikus templom és ferences kolostor | 606-441/2 606-441/1 | Námestie Koháryho 626/1 986 01 Fiľakovo, Szlovákia é. sz. 48° 16′ 10″, k. h. 19° 49′ 26″48.269389°N 19.823833°ERómai katolikus templom és ferences kolostor |                     |

## Nem hivatalos műemlékek

### Kastélyok
| Kép | Megnevezés                          | Cím/Koordináták | Megjegyzések                                                                                  |
| --- | ----------------------------------- | --- | --------------------------------------------------------------------------------------------- |
|     | Coburg-Berchtold-kastély. Gimnázium | Námestie padlých hrdinov 2, 986 01 Fiľakovo, Szlovákia é. sz. 48° 16′ 12″, k. h. 19° 49′ 35″48.270083°N 19.826444°EFüleki Gimnázium | Bővebben:Füleki Gimnázium                                                                     |
|     | Cebrián-kastély                     | Lučenecká 1922 986 01 Fiľakovo Szlovákia é. sz. 48° 16′ 20″, k. h. 19° 49′ 06″48.272194°N 19.818194°ECebrián kastély                |                                                                                               |
|     | Koháry-kúria (Fülek)                | Lučenecká 447/19 986 01 Fiľakovo, Szlovákia é. sz. 48° 16′ 16″, k. h. 19° 49′ 02″48.271250°N 19.817167°EKoháry-kúria                | A 47. sz. Koháry István cserkészcsapat székhelye, a kastélyt jelenleg a cserkészek gondozzák. |

### Hivatali épületek
| Kép | Megnevezés | Cím/Koordináták                                                                                           | Megjegyzések |
| --- | ---------- | --- | --- |
|     | Városháza  | Radničná 25, 986 01 Fiľakovo é. sz. 48° 16′ 14″, k. h. 19° 49′ 18″48.270583°N 19.821750°EFüleki Városháza | Bővebben: https://web.archive.org/web/20131029020303/http://www.filakovo.sk/ Az épületet eredetileg tűzoltóságnak emelték, még mindig látszik a tetején a tűzfigyelő torony. |

### Múzeumok
| Kép | Megnevezés                       | Cím/Koordináták | Megjegyzések |
| --- | -------------------------------- | --- | --- |
|     | Füleki Városi Honismereti Múzeum | Hlavná ul. 14, 986 01 Fiľakovo é. sz. 48° 16′ 13″, k. h. 19° 49′ 26″48.270306°N 19.823778°EFüleki Városi Honismereti Múzeum | A Füleki Városi Honismereti Múzeum és Városi Könyvtár épülete, az épület igen gazdag történetű.Lásd:Füleki Városi Honismereti Múzeum |

### Szabadidő, park
| Kép | Megnevezés  | Cím/Koordináták                                                                     | Megjegyzések |
| --- | ----------- | ----------------------------------------------------------------------------------- | --- |
|     | Városi park | Városi park é. sz. 48° 16′ 15″, k. h. 19° 49′ 42″48.270778°N 19.828361°EVárosi park | A városi park kellemes időtöltést nyújt. Tökéletes a relaxációra és a feltöltődésre. A parkban található még Mini állatkert is. |

### Templomok
| Kép | Megnevezés         | Cím/Koordináták | Megjegyzések                                                                                                   |
| --- | ------------------ | --- | --- |
|     | Református templom | Kapitána Nálepku 1880 986 01 Fiľakovo, Szlovákia é. sz. 48° 16′ 14″, k. h. 19° 49′ 11″48.270417°N 19.819694°EFüleki református templom | A református templomot a helyi református hitközség gondozza. Minden vasárnap istentiszteletet tartanak benne. |

### Terek
| Kép | Megnevezés    | Cím/Koordináták | Megjegyzések |
| --- | ------------- | --- | --- |
|     | Hősök tere    | Námestie padlých hrdinov 986 01 Fiľakovo, Szlovákia é. sz. 48° 16′ 12″, k. h. 19° 49′ 32″48.270083°N 19.825444°EHősök tere | Itt található a három emlékhely. Mindezek mellett tökéletes pihenési lehetőséget nyújt, a mellette található fagylaltozóval együtt. |
|     | Várfelső utca | Podhradská 580/1 986 01 Fiľakovo, Szlovákia é. sz. 48° 16′ 14″, k. h. 19° 49′ 22″48.270556°N 19.822889°EVárfelső utca      | Ezen a téren ál Hulita Vilmos mellszobra, továbbá itt lehet feljutni a füleki várhoz is.                                            |

### Mellszobrok
| Kép | Megnevezés               | Cím/Koordináták | Megjegyzések |
| --- | ------------------------ | --- | --- |
|     | Hulita Vilmos mellszobra | Podhradská 3 986 01 Fiľakovo, Szlovákia é. sz. 48° 16′ 14″, k. h. 19° 49′ 22″48.270583°N 19.822889°EHulita Vilmos mellszobra | Hulita Vilmos mellszobra, a várfelső utcai téren található, Hulita Vilmos gyárigazgató és polgármester emlékére emelték 2016-ban. |

### Szobrok
| Kép | Megnevezés         | Cím/Koordináták | Megjegyzések                                                                                             |
| --- | ------------------ | --- | --- |
|     | Szent Anna-szobor  | Rázusova 621/5 986 01 Fiľakovo, Szlovákia é. sz. 48° 16′ 10″, k. h. 19° 49′ 23″48.269472°N 19.823083°ESzent Anna-szobor                    | A Szent Anna-szobor 1907-ben épült és a katolikus templom és a ferences kolostor előtti téren található. |
|     | Szent Orbán-szobor | Mlynská 404/65 986 01 Fiľakovo-Priemyselný obvod, Szlovákia é. sz. 48° 16′ 24″, k. h. 19° 50′ 15″48.273250°N 19.837528°ESzent Orbán-szobor | A szobor 1796-ban épült és Szent Orbán pápának állít emléket.                                            |

### Emlékhelyek
| Kép | Megnevezés                   | Cím/Koordináták | Megjegyzések                                                                       |
| --- | ---------------------------- | --- | ---------------------------------------------------------------------------------- |
|     | Holokauszt-emlékmű           | Sládkovičova 8 986 01 Fiľakovo, Szlovákia é. sz. 48° 16′ 08″, k. h. 19° 49′ 32″48.269028°N 19.825611°EHolokauszt emlékmű                         | A zsidó holokauszt emlékére az 1960-as években lebontott zsinagóga helyén emelték. |
|     | Második világháborús emlékmű | Námestie padlých hrdinov 6-8 986 01 Fiľakovo, Szlovákia é. sz. 48° 16′ 12″, k. h. 19° 49′ 31″48.270083°N 19.825167°EMásodik világháborús emlékmű | A második világháborúban elesett szovjet katonáknak emelt emlékmű.                 |
|     | Első világháborús emlékmű    | Námestie padlých hrdinov 6-8 986 01 Fiľakovo, Szlovákia é. sz. 48° 16′ 12″, k. h. 19° 49′ 32″48.270111°N 19.825611°EElső világháborús emlékmű    | Az első világháborúban elesett katonák emlékére emelték.                           |
|     | 1848-as emlékmű              | Námestie padlých hrdinov 6-8 986 01 Fiľakovo, Szlovákia é. sz. 48° 16′ 12″, k. h. 19° 49′ 31″48.270028°N 19.825389°E1848-as emlékmű              | Az 1848-as szabadságharcban elesett helyi hősöknek állít emléket.                  |

### Temetők
| Kép | Megnevezés       | Cím/Koordináták                                                                                                   | Megjegyzések |
| --- | ---------------- | --- | --- |
|     | Zsidó temető     | Šavoľská cesta 28-32 986 01 Fiľakovo é. sz. 48° 16′ 43″, k. h. 19° 49′ 53″48.278639°N 19.831389°EIzraelita temető | A zsidó temető a Fülekről Sávoly felé vezető út jobb oldalán található a környék szépen körülkerített, gondozott zsidó temetője. |
|     | Füleki köztemető | Fiľakovo Szlovákia é. sz. 48° 16′ 21″, k. h. 19° 48′ 44″48.272528°N 19.812333°EFüleki köztemető                   | A füleki köztemető gazdag történetű, itt nyugszik pl. Cebrián István gróf és neje Cebrián Mária grófné.                          |

### Sírok
| Kép | Megnevezés                     | Cím/Koordináták | Megjegyzések                   |
| --- | ------------------------------ | --- | ------------------------------ |
|     | A Stephani család mauzóleuma   | Železničná 1180/18 986 01 Fiľakovo, Szlovákia é. sz. 48° 15′ 59″, k. h. 19° 49′ 39″48.266389°N 19.827611°EA Stephani család mauzóleuma | A Stephani család mauzóleuma   |
|     | Cebrián István gróf nyughelye  | Fiľakovo Szlovákia é. sz. 48° 16′ 21″, k. h. 19° 48′ 48″48.272528°N 19.813306°ECebrián István gróf nyughelye                           | Cebrián István gróf nyughelye  |
|     | Cebrián Mária grófnő nyughelye | Fiľakovo Szlovákia é. sz. 48° 16′ 20″, k. h. 19° 48′ 49″48.272278°N 19.813611°ECebrián Mária grófnő nyughelye                          | Cebrián Mária grófnő nyughelye |